# Короченська сільська рада
Короченська сільська рада — колишня адміністративно-територіальна одиниця та орган місцевого самоврядування у Чуднівському районі Житомирської й Бердичівської округ, Вінницької та Житомирської областей Української РСР з адміністративним центром у селі Короченки.

## Населені пункти
Сільській раді на час ліквідації були підпорядковані населені пункти:
- с. Короченки

## Населення
Кількість населення ради, станом на 1923 рік, становила 1 760 осіб, кількість дворів — 342.
Відповідно до перепису населення СРСР, станом на 17 грудня 1926 року, чисельність населення ради становила 970 осіб, з них, за статтю: чоловіків — 483, жінок — 487; етнічний склад: українців — 970. Кількість господарств — 198, з них несільського типу — 2.

## Історія та адміністративний устрій
Створена 1923 року в складі сіл Короченки Чуднівської волості Полонського повіту та Городище П'ятківської волості Житомирського повіту Волинської губернії. 7 березня 1923 року увійшла до складу новоствореного Чуднівського району Житомирської округи. 2 січня 1926 року, відповідно до рішення Бердичівської ОАТК (протокол № 1/4) «Про відкриття нових сільрад», в с. Городище утворено окрему, Городищенську сільську раду Чуднівського району Бердичівської округи.
Станом на 1 вересня 1946 року сільська рада входила до складу Чуднівського району Житомирської області, на обліку в раді перебувало с. Короченки.
Ліквідована 11 серпня 1954 року, відповідно до указу Президії Верховної ради Української РСР «Про укрупнення сільських рад по Житомирській області», територію та с. Короченки приєднано до складу Вільшанської сільської ради Чуднівського району Житомирської області.